# Třída Bajan
Třída Bajan byla třída ruských pancéřových křižníků, sloužících v ruském carském námořnictvu. Celkem byly postaveny čtyři jednotky této třídy. Plavidla této třídy byla nasazena jak v rusko-japonské válce, tak v první světové válce. Během bojů byl ztracen prototypový křižník Bajan.

## Stavba
Třídu tvořily celkem čtyři jednotky – Bajan, Admiral Makarov, Pallada a Bajan. Křižníky byly zkonstruovány francouzskou loděnicí Forges et Chantiers de la Méditerranée v La Seyne-sur-Mer (součást Toulonu). Ve Francii byly postaveny první dva křižníky, přičemž druhý pár postavila ruská loděnice v Petrohradu. Poslední jednotka nahrazovala stejnojmenný křižník ztracený v rusko-japonské válce. První Bajan byl do služby zařazen roku 1902, Admiral Makarov roku 1908, Pallada a druhý Bajan roku 1911.
Jednotky třídy Bajan:
| Jméno           | Založený kýlu | Spuštěna           | Vstup do služby   | Status |
| --------------- | ------------- | ------------------ | ----------------- | --- |
| Bajan           | 1898          | 12. června 1900    | říjen 1902        | Za rusko-japonské války byl 8. prosince 1904 potopen v Port Arthuru, později byl vyzvednu Japonci a provozován jako Aso. |
| Admiral Makarov | 1905          | 9. května 1905     | 29. května 1908   | Vyřazen 1922. |
| Pallada         | 1905          | 10. listopadu 1905 | 21. února 1911    | Dne 11. října 1914 potopen německou ponorkou U 26.                                                                       |
| Bajan           | 1905          | 15. srpna 1907     | 13. prosince 1911 | Vyřazen 1922. |

## Konstrukce

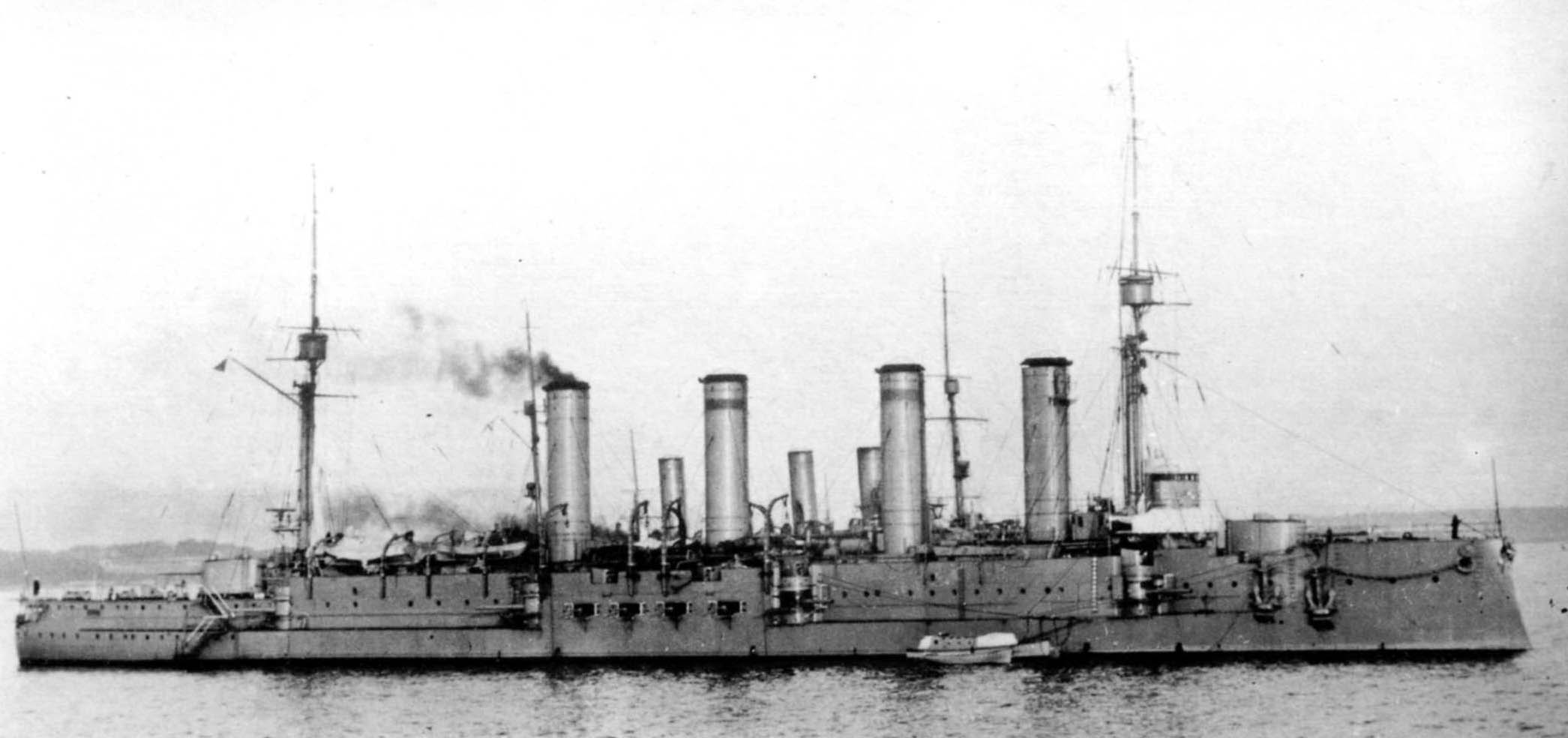
Pallada

Bajan byl vyzbrojen dvěma 203mm kanóny, osmi 152mm kanóny, dvaceti 75mm kanóny, osmi 47mm kanóny, dvěma 37mm kanóny a dvěma pevnými 381mm torpédomety. Výzbroj ostatních plavidel se lišila. Tvořily ji dva 203mm kanóny, osm 152mm kanónů, dvacet dva 75mm kanónů a dva 457mm torpédomety. Pohonný systém měl výkon 16 500 hp. Skládal se ze dvou parních strojů s trojnásobnou expanzí a 26 kotlů Belleville. Nejvyšší rychlost dosahovala 21 uzlů. Dosah byl 2100 námořních mil při rychlosti 14 uzlů.
Roku 1916 byla výzbroj zbývajících křižníků Admiral Makarov a Bajan upravena tak, že ji tvořily tři 203mm kanóny, dvanáct 152mm kanónů a dva 457mm torpédomety.

## Osudy

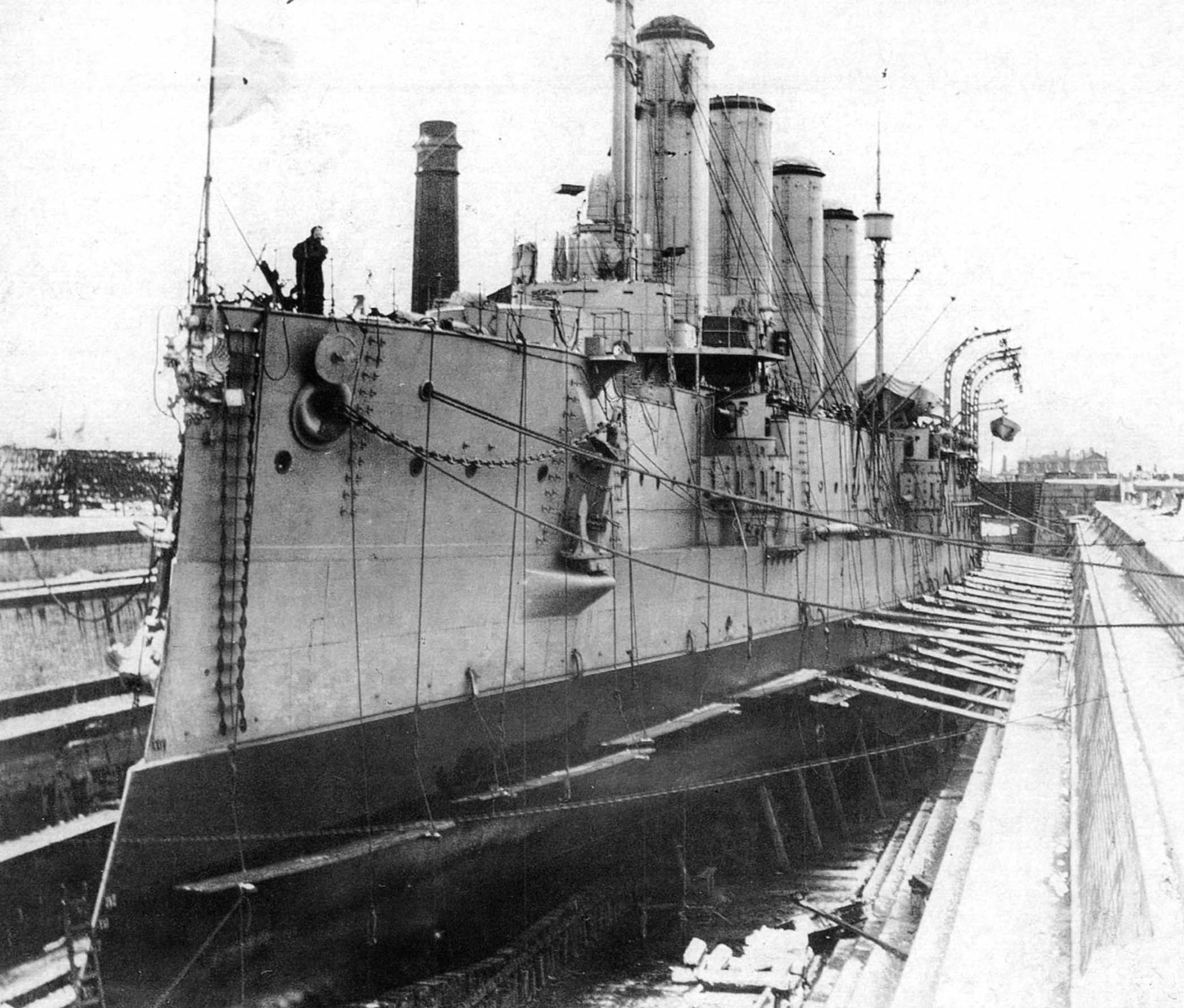
Bajan v roce 1911

Prototypový křižník Bajan bojoval v rusko-japonské válce. Během obléhání ruské základny Port Arthur ho japonská palba dne 8. prosince 1904 potopila na rejdě přístavu. Japonci křižník vyzvedli, opravili a zařadili do služby jako Aso.
Zbylé tři křižníky se zúčastnily první světové války v baltském loďstvu. Křižník Pallada potopila 11. října 1914 německá ponorka U 26. Pallada byla zřejmě zasažena torpédem do muničního skladu, protože se potopila po obrovském výbuchu. Zahynula celá posádka. Byl to jediný ruský pancéřový křižník potopený za celou první světovou válku.
Admiral Makarov a druhý Bajan válku přečkaly. Bajan se zúčastnil bitvy v Rižském zálivu a byl vlajkovou lodí admirála Bachireva. Spolu s Makarovem byl vyřazen roku 1922. Po vyřazení byly oba křižníky sešrotovány.